# Tajfun Damrey
Tajfun Damrey byla silná tropická cyklóna, která 4. listopadu 2017 zasáhla především Vietnam. Při tajfunu dohromady zemřelo 151 lidí. Kolem 200 lidí utrpělo zranění. Mezi pohřešovanými lidmi je i několik členů posádky nákladní lodě, které se potopila u pobřeží provincie Bình Định ve Vietnamu.

## Meteorologická historie
Bouře se zformovala 31. října poblíž Filipín a rozpadla se 5. listopadu v Kambodži.

## Škody a oběti
Nejnižší stupeň varování byl vyhlášen v některých provinciích na Filipínách. Zemřelo zde 8 lidí. Cyklóna do Vietnamu přinesla mohutné deště a zničila kolem 2000 domů. Více než 100 000 dalších budov poškodila. Nejhorší škody živel napáchal ve vietnamské provincii Khánh Hòa.
Počet mrtvých podle zemí
| země     | počet mrtvých |
| -------- | ------------- |
| Vietnam  | 142           |
| Filipíny | 8             |
| Kambodža | 1             |
| Celkem   | 151           |